# Dryoctenes
Dryoctenes is een kevergeslacht uit de familie van de boktorren (Cerambycidae). De wetenschappelijke naam van het geslacht werd voor het eerst geldig gepubliceerd in 1835 door Audinet-Serville.

## Soorten
Dryoctenes is monotypisch en omvat slechts de volgende soort:
- Dryoctenes scrupulosus (Germar, 1824)